# هيرفيلينهين
هيرفيلينهين (بالفرنسية: Hervelinghen)‏ هي بلدية تقع في إقليم باد كاليه من منطقة نور با دو كاليه في شمال فرنسا. تبلغ مساحة هذه المدينة 5.89 (كم²)، وترتفع عن سطح البحر 52 م، يبلغ عدد سكانها 243 نسمة حسب إحصاء المعهد الوطني للإحصاء والدراسات الاقتصادية سنة 2009 م. وترأس Hervé Crépin البلدية خلال فترة (2008-2014).